# Paradanielssenia kunzi
Paradanielssenia kunzi är en kräftdjursart som beskrevs av Soyer 1970. Paradanielssenia kunzi ingår i släktet Paradanielssenia och familjen Pseudotachidiidae. Inga underarter finns listade i Catalogue of Life.